# Mirandópolis
Mirandópolis é um município brasileiro do estado de São Paulo. Sua população de acordo com o Censo IBGE 2022 era de 27.983 habitantes. O município é formado pela sede e pelos distritos de Amandaba e Três Alianças.

## História

### Formação territorial-administrativa
Histórico da formação do município:
- Antigo povoado de São João na Estação de Mirandópolis.
- Distrito criado com a denominação de Comandante Árbues, no município de Valparaíso, pela Lei nº 2.922, de 20/03/1937
- Município criado com a denominação de Mirandópolis pelo Decreto-Lei nº 14.334, de 30/11/1944.

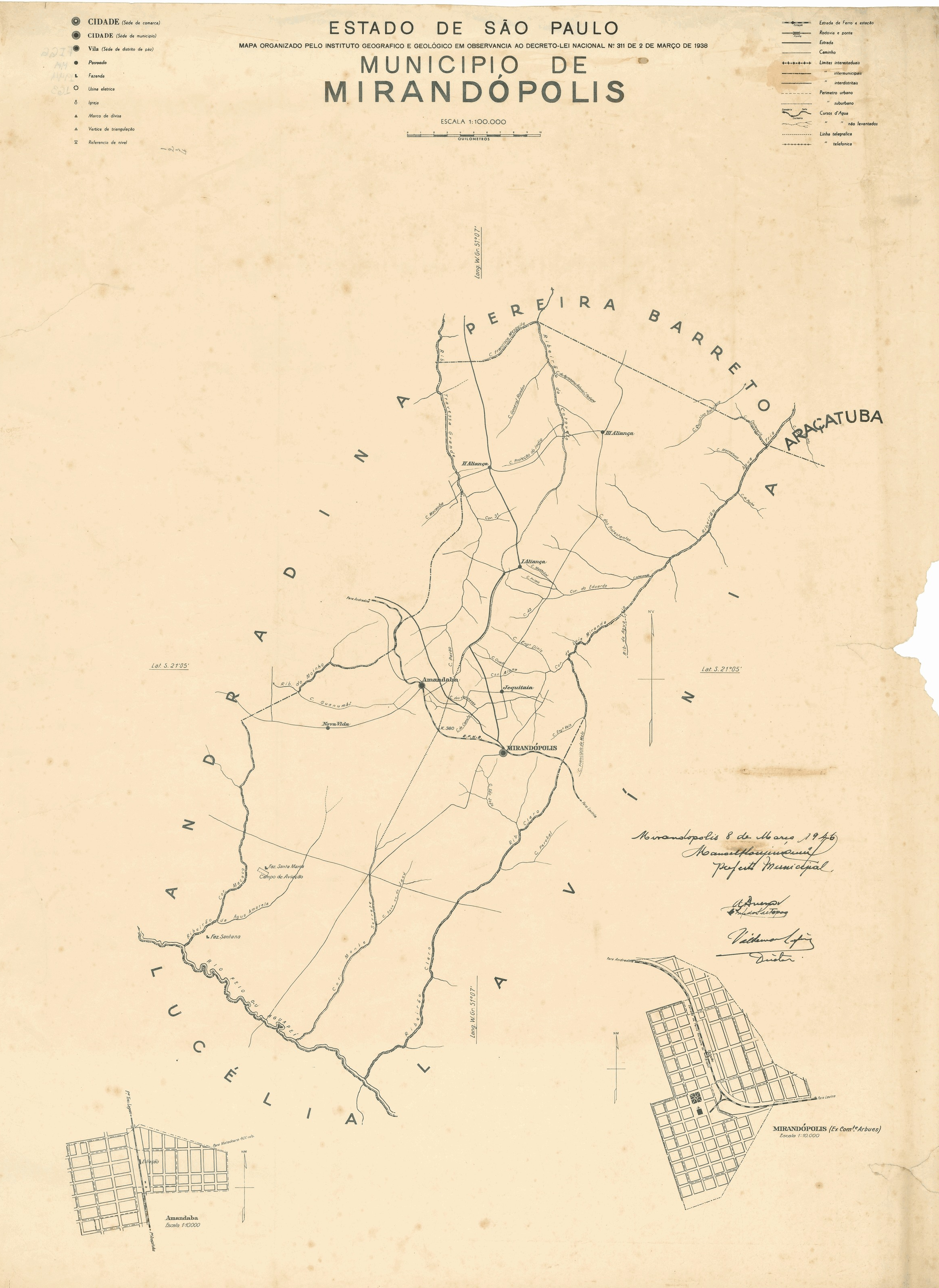
Mapa de Mirandópolis (1944).

## Geografia
Localiza-se a uma latitude 21º08'01" sul e a uma longitude 51º06'06" oeste, estando a uma altitude de 429 metros. Possui uma área de 918,3 km². 

## Demografia

### População
| Crescimento populacional                             | Crescimento populacional | Crescimento populacional | Crescimento populacional |
| Ano                                                  | População Total          |                          | %±                       |
| ---------------------------------------------------- | ------------------------ | ------------------------ | ------------------------ |
| 1946                                                 | 27 719                   |                          | —                        |
| 1950                                                 | 26 866                   |                          | −3,1%                    |
| 1958                                                 | 28 823                   |                          | 7,3%                     |
| 1960                                                 | 25 830                   |                          | −10,4%                   |
| 1970                                                 | 23 549                   |                          | −8,8%                    |
| 1980                                                 | 21 522                   |                          | −8,6%                    |
| 1991                                                 | 24 433                   |                          | 13,5%                    |
| 2000                                                 | 25 936                   |                          | 6,2%                     |
| 2010                                                 | 27 483                   |                          | 6,0%                     |
| 2022                                                 | 27 983                   |                          | 1,8%                     |
| Est. 2024                                            | 28 737                   | [ 8 ]                    | 2,7%                     |
| Fontes: Censos Demográficos IBGE e Estimativas SEADE |                          |                          |                          |

### Dados demográficos
Dados do Censo - 2010
- População total: 27.475
  - Urbana: 22.287
  - Rural: 3.649
    - Homens: 13.809
    - Mulheres: 12.127
- Densidade demográfica (hab./km²): 28,24
- Mortalidade infantil até 1 ano (por mil): 13,20
- Expectativa de vida (anos): 72,71
- Taxa de fecundidade (filhos por mulher): 1,98
- Taxa de alfabetização: 88,94%
- Índice de Desenvolvimento Humano (IDH-M): 0,797
- IDH-M Renda: 0.797
- IDH-M Longevidade: 0,795
- IDH-M Educação: 0,884

(Fonte: IPEADATA)

## Política e administração

### Prefeitos
A partir de 1960:
- Geraldo Da Silva Braga (ARENA): 1 de Janeiro de 1960 a 31 de dezembro de 1963
- Antonio Sanvito (ARENA): 40 Dias Em 1963
- Jorge Maluly Netto (ARENA): 1 de Janeiro de 1964 a 14 de agosto de 1966
- Savero Tramonte (ARENA): 15 de agosto de 1966 a 31 de Janeiro de 1969
- Lourenço Marcos Fernandes (ARENA): 1 de fevereiro de 1969 a 3 de Janeiro de 1973
- Lourenço Marcos Fernandes (ARENA): 1 de fevereiro de 1977 a 29 de abril de 1980
- Lourenço Marques Fernandes (ARENA): 2 de junho de 1980 a 31 de Janeiro de 1983
- Antônio Duenhas Monreal (ARENA): 1 de setembro de 1975 a 30 de novembro de 1975
- Antônio Duenhas Monreal (ARENA): 1 de agosto de 1976 a 30 de novembro de 1976
- Tooru Kamijo (ARENA): 30 de abril de 1980 a 1 de junho de 1980
- Osvaldo Teixeira Mendes (PMDB): 1 de fevereiro de 1983 a 23 de março de 1983
- Mitsutoshi Ikejiri (PMDB): 24 de março de 1983 a 6 de dezembro de 1983
- Maria Helena Fernandes Mendes (PMDB): 6 de dezembro de 1983 a 15 de junho de 1985
- Waldemar Francisco de Lima (PSDB): 16 de junho de 1985 a 31 de dezembro de 1988
- Mitsutoshi Ikejiri (PMDB): 1 de janeiro de 1989 a 31 de dezembro de 1992
- José Pedro Zanon Júnior (PMDB): 1 de Janeiro de 1993 a 31 de dezembro de 1996
- Jorge de Faria Maluly (PFL): 1 de Janeiro de 1997 a 31 de dezembro de 2000
- Jorge de Faria Maluly (PFL): 1 de Janeiro de 2001 a 31 de dezembro de 2004
- José Antônio Rodrigues (PFL):  1 de Janeiro de 2005 a 31 de dezembro de 2008
- José Antônio Rodrigues (DEM): 1 de Janeiro de 2009 a 31 de dezembro de 2012
- Francisco Antônio Passarelli Momesso (Chicão Momesso) (PP): 1 de Janeiro de 2013 - 31 de dezembro de 2016
- Regina Mustafa (PV): 1 de janeiro de 2017 - 2019 (cassada)
- Everton Sodario (PSL): 2019 a 2020]
- Ademiro Olegário dos Santos - Mirão (PSD) 2022 - ?
- Ederson Pantaleão de Souza (Grampola Pantaleão) ? - atual[13]

## Infraestrutura

### Comunicações
O sistema de telefones automáticos foi inaugurado na cidade em 1953 pela Cia. Telefônica Rio Preto, empresa administrada pela Companhia Telefônica Brasileira (CTB). Já o sistema de discagem direta à distância (DDD) foi implantado em 1977 pela Telecomunicações de São Paulo (TELESP) com o código de área (0187).
Na década de 90 o código DDD da cidade foi alterado para (018), para padronização do sistema telefônico com a telefonia celular que estava sendo implantada em todo o estado.

## Religião

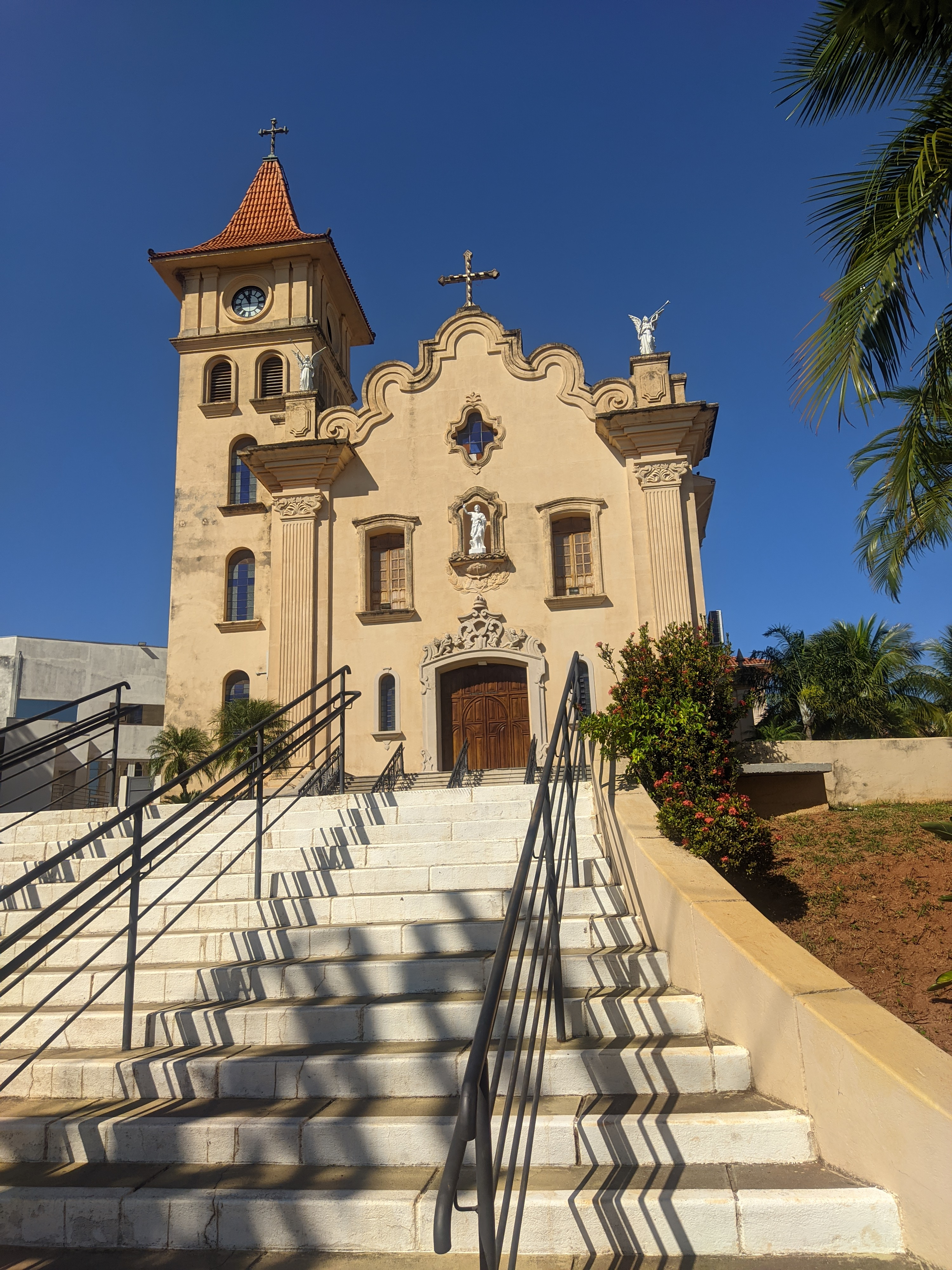
Igreja Matriz.

O Cristianismo se faz presente na cidade da seguinte forma:

### Igreja Católica
- A igreja faz parte da Diocese de Araçatuba.[20]

### Igrejas Evangélicas
Entre as igrejas protestantes históricas, pentecostais e neopentecostais, encontram-se na cidade:
- Assembleia de Deus Ministério do Belém.[23][24]
- Congregação Cristã no Brasil.[25]
- Igreja Batista
- Igreja Presbiteriana Independente do Brasil.[26]